# Taufbecken (Chavenay)
Das Taufbecken in der katholischen Pfarrkirche St-Pierre in Chavenay, einer französischen Gemeinde im Département Yvelines in der Region Île-de-France, wurde im 13. Jahrhundert geschaffen. Im Jahr 1914 wurde das gotische Taufbecken als Monument historique in die Liste der geschützten Objekte (Base Palissy) in Frankreich aufgenommen.
Das 77 cm hohe Taufbecken, das aus einem einzigen Kalksteinblock geschaffen wurde, steht auf einem ovalen Sockel. Das Becken ist am oberen Rand mit einem Blatt-Fries mit Weintrauben verziert. Vier eingestellte Säulen sind beidseitig mit Blattornamenten geschmückt.
Das Taufbecken besitzt noch Spuren einer farbigen Fassung.